# FK Bokelj Kotor
Maillots
Le Fudbalski klub Bokelj Kotor (en monténégrin : Фудбалскли клуб Бокељ Котор), plus couramment abrégé en FK Bokelj Kotor, est un club monténégrin de football fondé en 1922 et basé dans la ville de Kotor.

## Bilan sportif

### Palmarès
| Compétitions nationales                                                        |
| ------------------------------------------------------------------------------ |
| - Championnat du Monténégro D2 (3) : - Champion : 2010-11, 2013-14 et 2023-24. |

### Bilan par saison
| Saison    | Div. | Clas. | Points | Journée | Vic. | Nuls | Déf. | B.P. | B.C. | Diff. | Coupe Monténégro |
| --------- | ---- | ----- | ------ | ------- | ---- | ---- | ---- | ---- | ---- | ----- | ---------------- |
| 2009-2010 | D2   | ...   | ...    | ...     | ...  | ...  | ...  | ...  | ...  | ...   | 8e de finale     |
| 2008-2009 | D2   | ...   | ...    | ...     | ...  | ...  | ...  | ...  | ...  | ...   | 16e de finale    |
| 2007-2008 | D1   | 10e   | 32     | 33      | 8    | 8    | 17   | 24   | 38   | -14   | 16e de finale    |
| 2006-2007 | D2   | 2e    | 66     | 33      | 20   | 6    | 7    | 57   | 24   | +33   | 8e de finale     |

### Bilan européen
Note : dans les résultats ci-dessous, le score du club est toujours donné en premier
| Saison    | Compétition  | Tour           | Club               | Domicile | Extérieur | Total |
| --------- | ------------ | -------------- | ------------------ | -------- | --------- | ----- |
| 2016-2017 | Ligue Europa | Premier tour Q | Vojvodina Novi Sad | 1 - 1    | 0 - 5     | 1 - 6 |

Légende
- Victoire ou qualification pour le tour suivant
- Match nul
- Défaite ou élimination de la compétition

## Personnalités du club

### Présidents du club
- Željko Aprcović
- Davor Kumburović

### Entraîneurs du club
- Slabodan Drašković
- Milorad Malovrazić